# Micralarctia pura
Micralarctia pura là một loài bướm đêm thuộc phân họ Arctiinae, họ Erebidae.